# British Rowing
British Rowing (hasta 2009, la Amateur Rowing Association (ARA) es el máximo órgano de gobierno para el remo en el Reino Unido. Fundado en 1882, es miembro de la British Olympic Association y de la Federación Internacional de Sociedades de Remo (FISA). Su presidente actual (2012) es el campeón olímpico sir Steve Redgrave.